# Lista monumentelor istorice din județul Buzău - I

Simbol pentru monumentele istorice

Lista monumentelor istorice din județul Buzău - I cuprinde monumentele istorice înscrise în Patrimoniul cultural național al României și aflate în localități ce încep cu litera I din județul Buzău.
Lista completă este menținută și actualizată periodic de către Ministerul Culturii, Cultelor și Patrimoniului Național din România, prin intermediul Institutului Național al Patrimoniului, ultima versiune datând din 2015. Această listă cuprinde și actualizările ulterioare, realizate prin ordin al ministrului culturii.
| Cod LMI                                                                          | Denumire                                        | Localitate                          | Localizare | Datare, Creatori                                                       | Imagine               | Erori             |
| -------------------------------------------------------------------------------- | ----------------------------------------------- | ----------------------------------- | --- | ---------------------------------------------------------------------- | --------------------- | ----------------- |
| BZ-I-s-B-02236 (RAN: 49180.01)                                                   | Situl arheologic de la Istrița de Jos           | sat Istrița de Jos; comuna Săhăteni | „La movilă”, în luncă, la cca. 1 km S de sat                                                                                             |                                                                        | Încarcă foto \| video | Raportează eroare |
| BZ-I-m-B-02236.01 (RAN: 49180.01.04)                                             | Necropolă                                       | sat Istrița de Jos; comuna Săhăteni | „La movilă”, în luncă, la cca. 1 km S de sat                                                                                             | sec. XVIII - XIX                                                       | Încarcă foto \| video | Raportează eroare |
| BZ-I-m-B-02236.02 (RAN: 49180.01.03)                                             | Așezare                                         | sat Istrița de Jos; comuna Săhăteni | „La movilă”, în luncă, la cca. 1 km S de sat                                                                                             | sec. XVI - XVIII                                                       | Încarcă foto \| video | Raportează eroare |
| BZ-I-m-B-02236.03 (RAN: 49180.01.01)                                             | Așezare                                         | sat Istrița de Jos; comuna Săhăteni | „La movilă”, în luncă, la cca. 1 km S de sat                                                                                             | sec. IV p. Chr, Epoca migrațiilor, Cultura Sântanade Mureș - Cerneahov | Încarcă foto \| video | Raportează eroare |
| BZ-I-m-B-02236.04 (RAN: 49180.01.02)                                             | Necropolă                                       | sat Istrița de Jos; comuna Săhăteni | „La movilă”, în luncă, la cca. 1 km S de sat                                                                                             | sec. IV p. Chr, Epoca migrațiilor, Cultura Sântanade Mureș - Cerneahov | Încarcă foto \| video | Raportează eroare |
| BZ-I-s-B-02237 (RAN: 47514.04, 47514.05, 47514.03, 47514.02, 47514.01, 47514.06) | Situl arheologic de la Izvoru Dulce             | sat Izvoru Dulce; comuna Merei      | „Aprodești”, „Pe Coturi”, „Cerchez”, „Țigănie”, „Pe Grui”                                                                                |                                                                        | Încarcă foto \| video | Raportează eroare |
| BZ-I-m-B-02237.01 (RAN: 47514.05.01)                                             | Așezare, punct „Aprodești”                      | sat Izvoru Dulce; comuna Merei      | „Aprodești”, la E de drumul spre Vâlcele până la Gârla Sărății                                                                           | sec. VIII - XI, Epoca medievală timpurie, Cultura Dridu                | Încarcă foto \| video | Raportează eroare |
| BZ-I-m-B-02237.02 (RAN: 47514.02.02)                                             | Așezare, punct „Pe Coturi”                      | sat Izvoru Dulce; comuna Merei      | „Pe Coturi”, la S de sat, pe pârâul Sărata                                                                                               | sec. VIII - XI, Epoca medievală timpurie, Cultura Dridu                | Încarcă foto \| video | Raportează eroare |
| BZ-I-m-B-02237.03 (RAN: 47514.02.01)                                             | Așezare, punct „Pe Coturi”                      | sat Izvoru Dulce; comuna Merei      | „Pe Coturi”, la S de sat, pe pârâul Sărata                                                                                               | sec. VI - VII, Epoca migrațiilor                                       | Încarcă foto \| video | Raportează eroare |
| BZ-I-m-B-02237.04 (RAN: 47514.01.02)                                             | Așezare, punct „Cerchez”                        | sat Izvoru Dulce; comuna Merei      | „Cerchez”, în loturile dintre șoseaua spre Șarânga și drumul spre Valei Botei și pe terenul aflat în marginea de S a satului Valea Botei | sec. II - X, Epoca migrațiilor                                         | Încarcă foto \| video | Raportează eroare |
| BZ-I-m-B-02237.05 (RAN: 47514.01.01)                                             | Așezare, punct „Cerchez”                        | sat Izvoru Dulce; comuna Merei      | „Cerchez”, în loturile dintre șoseaua spre Șarânga și drumul spre Valei Botei și pe terenul aflat în marginea de S a satului Valea Botei | mil. VI - V, Neolitic                                                  | Încarcă foto \| video | Raportează eroare |
| BZ-I-m-B-02237.06 (RAN: 47514.03.02)                                             | Așezare, punct „Țigănie”                        | sat Izvoru Dulce; comuna Merei      | „Țigănie”, în gospodăriile Sandu Borcan și vecinii, până la Mihai Chirana și spre N, până la drumul de sub fostul conac Nigrim           | sec. IV - VI p. Chr., Epoca migrațiilor                                | Încarcă foto \| video | Raportează eroare |
| BZ-I-m-B-02237.07 (RAN: 47514.03.01)                                             | Așezare, punct „Țigănie”                        | sat Izvoru Dulce; comuna Merei      | „Țigănie”, în gospodăriile Sandu Borcan și vecinii, până la Mihai Chirana și spre N, până la drumul de sub fostul conac Nigrim           | sec. II - III p. Chr.                                                  | Încarcă foto \| video | Raportează eroare |
| BZ-I-m-B-02237.08 (RAN: 47514.06.01)                                             | Așezare, punct „Pe Grui”                        | sat Izvoru Dulce; comuna Merei      | „Pe Grui”, la NV de sat, între Valea Izvoru Dulce și Gârla Sărății, în dreptul cartierului Manoloiești                                   | mil. III - II, Epoca bronzului, Cultura Monteoru                       | Încarcă foto \| video | Raportează eroare |
| BZ-I-m-B-02237.09 (RAN: 47514.04.02)                                             | Necropolă                                       | sat Izvoru Dulce; comuna Merei      | Pe malul drept al pârâului Valea Seacă, de la pod spre confluența cu Sărata, în gospodăria Dobrescu Gheorghe                             | sec. IV - V p. Chr., Epoca migrațiilor                                 | Încarcă foto \| video | Raportează eroare |
| BZ-I-m-B-02237.10 (RAN: 47514.04.01)                                             | Necropolă                                       | sat Izvoru Dulce; comuna Merei      | Pe malul drept al pârâului Valea Seacă, de la pod spre confluența cu Sărata, în gospodăria Dobrescu Gheorghe                             | sec. IV - III a. Chr., Latène                                          | Încarcă foto \| video | Raportează eroare |
| BZ-II-a-B-02411                                                                  | Ansamblul bisericii „Adormirea Maicii Domnului” | sat Ivănețu; comuna Brăești         | | 1800 – 1820                                                            | Încarcă foto \| video | Raportează eroare |
| BZ-II-m-B-02411.01                                                               | Biserica de lemn „Adormirea Maicii Domnului”    | sat Ivănețu; comuna Brăești         | | 1800 - 1820                                                            | Încarcă foto \| video | Raportează eroare |
| BZ-II-m-B-02411.02                                                               | Clopotniță                                      | sat Ivănețu; comuna Brăești         | | 1800 - 1820                                                            | Încarcă foto \| video | Raportează eroare |
| BZ-II-m-B-02366                                                                  | Casa Mâncu                                      | sat Izvoarele; comuna Bozioru       | 1 | 1924                                                                   | Încarcă foto \| video | Raportează eroare |
| BZ-II-m-B-02369                                                                  | Casa Nicolai State                              | sat Izvoarele; comuna Bozioru       | 4 | 1923                                                                   | Încarcă foto \| video | Raportează eroare |
| BZ-II-m-B-02368                                                                  | Casa Stere Bălăjel                              | sat Izvoarele; comuna Bozioru       | 38 | 1924                                                                   | Încarcă foto \| video | Raportează eroare |
| BZ-II-m-B-02412 (RAN: 49698.01)                                                  | Biserica „Sf. Nicolae”                          | sat Izvoranu; comuna Tisău          | | sec. XVI                                                               | Încarcă foto \| video | Raportează eroare |
| BZ-II-m-B-02413 (RAN: 47514.10)                                                  | Pivnița brâncovenească                          | sat Izvoru Dulce; comuna Merei      | „Pe Musceleanu”, în vii | sf. sec. XVII                                                          | Încarcă foto \| video | Raportează eroare |
| BZ-II-a-B-02414                                                                  | Ansamblul bisericii „Sf. Troiță”                | sat Izvoru Dulce; comuna Merei      | 259 | 1813                                                                   | Încarcă foto \| video | Raportează eroare |
| BZ-II-m-B-02414.01                                                               | Biserica „Sf. Troiță”                           | sat Izvoru Dulce; comuna Merei      | 259, cartier Valea Botei | 1813                                                                   | Încarcă foto \| video | Raportează eroare |
| BZ-II-m-B-02414.02                                                               | Clopotniță                                      | sat Izvoru Dulce; comuna Merei      | 259, cartier Valea Botei | 1813                                                                   | Încarcă foto \| video | Raportează eroare |
| BZ-IV-m-B-02529                                                                  | Cruce de piatră                                 | sat Izvoru Dulce; comuna Merei      | Lângă drumul spre moară | 1808                                                                   | Încarcă foto \| video | Raportează eroare |